# Taimiao
Een taimiao of thái miếu is een gebouw dat vroeger gebouwd werd door keizers in het Verre Oosten als keizerlijke citang waar de overleden voorouders vereerd konden worden. In het gebouw werden oorspronkelijk alleen de vooroudertabletten van de voorouders van de keizer op het altaar neergezet. Later mochten de keizerin en de hoogste generaals en overheidsfunctionarissen na toestemming van de keizer, ook de vooroudertabletten van hun voorouders op het altaar zetten. De taimiao was het religieus centrum van de monarchie om voorouderverering te beoefenen. Er werd gebeden, geofferd en gedankt door de keizer en zijn naasten.
In het keizerrijk China heette het gebouw vanaf de Qin-dynastie "taimiao". Tijdens de Xia-dynastie heette het "shishi" (世室; Ruimte der voorouders) en van de Yin-dynastie tot de Shang-dynastie heette het "zhongwu" (重屋; Belangrijk huis). "Mingtang" (明堂; Hal der beroemdheden) was de benaming tijdens de Zhou-dynastie.
Een van de meest recente taimiao is de taimiao van de Ming- en Qing-keizers. Dit gebouw staat in de Verboden Stad en werd door een Ming-keizer gebouwd. Toen de Mantsjoes de Ming-dynastie versloegen, werd de taimiao omgedoopt tot taimiao van de voorouders van de Mantsjoe keizers.
Ook in buiten China zijn taimiao te vinden. Zoals de Thái Miếu van Hue waar de monarchie van de Nguyen-dynastie hun voorouders vereerden.